# Plesiocathartes
Plesiocathartes — рід викопних птахів родини Американські грифи (Cathartidae), що мешкав у еоцені — олігоцені. Викопні рештки представників роду знаходять у Європі (Німеччина, Франція, Англія) і Північній Америці (США).
Описано 3 види:
- Plesiocathartes europaeus (Gaillard, 1908)
- Plesiocathartes gaillardi
- Plesiocathartes kelleri (Mayr, 2002)